# Sint-Martens-Vissenaken
Sint-Martens-Vissenaken, is een plaats in de Belgische provincie Vlaams-Brabant. Samen met Sint-Pieters-Vissenaken vormt het Vissenaken, een deelgemeente van de stad Tienen. Het centrum van Sint-Maartens ligt een kilometer ten oosten van dat van Sint-Pieters.

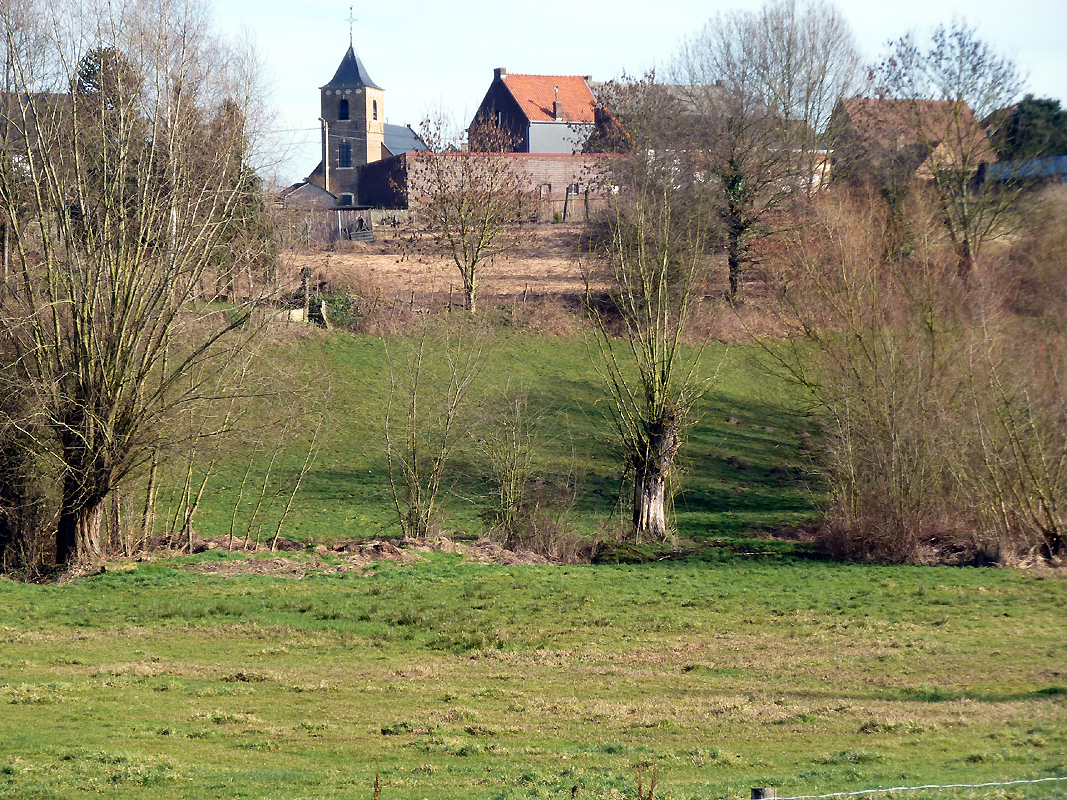
Zicht op Sint-Martens-Vissenaken

## Geschiedenis
Op de Ferrariskaart uit de jaren 1770 is de plaats weergegeven als het dorp St. Mertens Vissenaecken. Op het eind van het ancien régime werd het een gemeente, maar deze werd in 1825 opgeheven en met Sint-Pieters-Vissenaken verenigd in de nieuwe gemeente Vissenaken.

## Bezienswaardigheden
- De Sint-Maartenskerk

Deelgemeenten: Bost · Goetsenhoven · Hakendover · Kumtich · Oorbeek · Oplinter · Sint-Margriete-Houtem · Tienen · Vissenaken 

Overige dorpen en gehuchten: Grimde · Overlaar · Sint-Martens-Vissenaken · Sint-Pieters-Vissenaken · Wulmersum

Belgische gemeenten · Arrondissement Leuven · Vlaams-Brabant · Vlaanderen